# BC Boncourt
Le BC Boncourt est un club suisse de basket-ball situé dans la commune de Boncourt, dans le canton du Jura. Depuis 1998, le Basket-Club Boncourt milite dans la 1ère catégorie de jeu du pays, d'abord en LNA (Ligue Nationale A) puis actuellement en SBL (Swiss Basketball League).
Le BC Boncourt a créé le premier Centre de Formation en Suisse lors de la saison 2005-2006.

## Historique
Le Basket Club Boncourt "Red Team" est fondé le 9 mai 1980. Après plusieurs années passées en championnat régional, la destinée de l'équipe est confiée à Randoald Dessarzin. Parti en deuxième ligue régionale, il atteint un premier sommet avec l'ascension en Ligue Nationale B durant la saison 1996-1997. le club s'appuie alors sur un groupe formé en majorité de joueurs du cru, intégrant le premier joueur professionnel de l'histoire du club, Deon Georges.

## Palmarès
Le palmarès suisse du club est composé de :
- deux championnats de Suisse en 2003 et 2004
- une victoire en coupe de Suisse en 2005
- deux victoires en coupes de la Ligue Suisse  en 2005 et 2006

Le club est également :
- Finaliste de la Coupe de Suisse en 2003
- Demi-finaliste du Championnat de Suisse de basket-ball en 2005
- Finaliste du Championnat de Suisse en 2006

Le club participe à quatre éditions de la Coupe d'Europe (deux en Coupe FIBA et deux en EuroCup Challenge)
- Quart de finaliste en Fiba Europe Cup en 2005
- Finaliste de la Conférence Ouest et Centrale EuroCup Challenge en 2005

## Entraîneurs
- 1993-2007 :  Randoald Dessarzin
- 2007-2010 :  Olivier Le Minor
- 2010-2016 :  Antoine Petitjean
- 2016-2017 :  Nicolas Pérot
- 2017-2019 :  Romain Gaspoz
- 2019-2022  :  Vladimir Ruzicic
- 2022-....  :  Etienne Faye

## Anciens joueurs
- Rolandas Alijevas (2004-2005)
- Jerod Adler (2007-2008)
- Zach Anderson
- Erroyl Bing (2006-2007)
- Kelyn Block (2006-2006, 2006-2007)
- Cédric Bonga
- Ludovic Chapuis
- Titus Channer
- Zeb Cope
- Kevin Corre (2007-2008)/(2008-2009)
- Nikola Dačević
- Cain Doliboa (2002-2003)
- Jason Ellis (2005-2006)
- Shy Ely
- Jeff Fahnbulleh (2008-2009)
- Carlao Ferro (2007-2008)
- Deon Georges (1997-1998)/(1998-1999)
- Nils Gouacide (2007-2008)
- Yuanta Holland (2002-2003)/(2003-2004)
- Kofi Josephs
- Gregory Lessort (2006-2007)
- Steeve Louissaint  (2007-2008)/(2008-2009)
- Helgi Már Magnússon  (2006-2007)
- Antoine Mendy (2004-2005)/(2005-2006)
- Elson Mendy
- Ismaël N'Diaye
- Kaanu Olaniyi
- Adam Payton
- Marvin Pilot
- Ivica Radosavljević (2002-2004)
- Alonzo Richmond (2003-2004)/(2004-2005)
- Lutvi Sakiri
- Cyril Salomon
- Guillaume Sene (2007-2008)
- Stephen Sir (2007-2008)
- John Sharper (2011-2012, arrivé en 2012)
- Jason Siggers (2008-2009)
- Shawn Swords (1998-1999)/(1999-2000)
- Lindsay Tait (2006-2007)
- Franck Tchiloemba
- Mickaël Toti
- Dwight Walton (1997-1998, arrivé en 1998)/(1998-1999)
- Pierre Wooten (2009-2010)

## Équipe 2007-2008
- Entraîneur : Olivier Le Minor
- Adjoint : Antoine Petitjean
- Préparateur physique : Yann Veuthey
- Manager première équipe : Stéphane Bée
- Président : Martial Courtet
- 04 - Steeve Louissaint (CH)
- 05 - Lutvi Sakiri (CH)
- 06 - Marvin Pilot (LUX)
- 07 - Guillaume Sene (FRA)
- 08 - Zach Anderson (USA)
- 09 - Nils Gouacide (FRA)
- 10 - Adam Payton (USA)
- 11 - Stephen Sir (CAN)
- 12 - Kévin Corre (FRA)
- 13 - Jerod Adler (USA)
- 14 - Carlos Ferro (BRA)

Remplaçants / Pigistes :
Composition 07-08 à vérifier

## Équipe 2008-2009
- Entraîneur : Olivier Le Minor
- Adjoint : Antoine Petitjean
- Préparateur physique : Yann Veuthey
- Manager première équipe : Stéphane Bée
- Président : Martial Courtet
- 04 - Steeve Louissaint (CH)
- 05 - Marvin Pilot (CH/LUX)
- 06 - Reto Schwaiger (CH)
- 07 - Guillaume Sene (FRA)
- 08 - Jason Siggers (USA)
- 09 - Nicolas Dos Santos (CH/POR)
- 10 - Jérôme Stücheli (CH)
- 11 - Maxime Jaquier (CH)
- 12 - Kevin Corre (FRA)
- 13 - Luc Abbet (CH)
- 14 - Pierry Valmera (HAI)
- 15 - Jeff Fahnbulleh (USA)

Remplaçants / Pigistes :
- 05 - Matthieu Richecoeur (FRA)
- 11 - James Mooney (USA)
- 14 - Emmanuel Messy (CAN)
- 15 - Evan Pellerin (CAN)

## Équipe 2009-2010
- Entraîneur : Olivier Le Minor
- Adjoint : Antoine Petitjean
- Préparateur physique : Yann Veuthey
- Manager première équipe : Stéphane Bée
- Présidents : Fernand Bisol et Pierre Meier
- 04 - Lewis Monroe Jr (USA)
- 05 - Marvin Pilot (CH/LUX)
- 06 - Reto Schwaiger (CH)
- 07 - Douglas Tshomba (BEL)
- 08 - Jérôme Stücheli (CH)
- 09 - Nicolas Dos Santos (CH/POR)
- 10 - Pierre Wooten (USA)
- 11 - Joueurs du Centre de Formation
- 12 - Damien Goodman (USA)
- 13 - Luc Abbet (CH)
- 14 - Tony Gugino (USA)
- 15 - Todd Peterson (USA)

## Équipe 2021-2022
- Entraîneur : Vladimir Ruzicic (SRB)
- 01 - Florian Emini (SUI)
- 06 - Derek Jackson (USA)
- 07 - Petar Kozic (SUI/CRO)
- 08 - Juraj Kozic (SUI/CRO)
- 10 - Johan Sollberger (SUI)
- 11 - Patrik Kovac (SUI)
- 14 - Dainius Chatkevicius (LIT)
- 20 - Brent Jackson (USA)
- 21 - Julien Wälti (SUI)
- 25 - Boukhary Sissoko (FRA)
- 33 - Nemanja Calasan (SUI/SRB/MNE)
- 98 - Valerio Assuelle (SUI)
- 98 - Romain Ducommun-dit-Boudry (SUI)
- 99 - Diego Petignat (SUI)

Départs 2021 :
- 01 - Marc Seylan (SUI)
- 15 - Eric Katenda (FRA)
- 99 - Jason Ricketts (FRA)

Arrivées 2022 :
- 15 - Dainius Chatkevicius (LIT)
- 25 - Boukhary Sissoko (FRA)

## Équipe 2022-2023
- Entraîneur : Etienne Faye (FRA)
- 04 - Joshua Brown (USA)
- 05 - Travis Landenbergue (SUI)
- 06 - Philippe Eyenga (SUI)
- 07 - Marvin Nesbitt (USA)
- 08 - Romain Ducommun-dit-Boudry (SUI)
- 09 - Martins Igbanu (NGR)
- 10 - Florian Steinmann (SUI)
- 11 - Florian Emini (SUI/SRB)
- 12 - Kevin Monteiro (SUI/POR)
- 14 - Nathanaël Boyer (SUI/FRA)
- 16 - Marlon Kessler (FRA/SUI)
- 17 - Pedro Bengui Bondo (FRA)

Arrivées 2022 :
- 13 - Andre Jones (USA)